# El Progreso, Tierra Blanca (Guanajuato)
El Progreso är en ort i Mexiko.   Den ligger i kommunen Tierra Blanca och delstaten Guanajuato, i den centrala delen av landet, 210 km nordväst om huvudstaden Mexico City. El Progreso ligger 1 773 meter över havet och antalet invånare är 209.
Terrängen runt El Progreso är huvudsakligen kuperad. El Progreso ligger nere i en dal. Runt El Progreso är det ganska glesbefolkat, med 34 invånare per kvadratkilometer. Närmaste större samhälle är Doctor Mora, 15,8 km nordväst om El Progreso. Trakten runt El Progreso består i huvudsak av gräsmarker.